# Autoba ochreola
Autoba ochreola là một loài bướm đêm trong họ Erebidae.